# T-WAVE
『T-WAVE』（ティー・ウェイヴ）は、日本のギタリストである高中正義が1980年6月1日にリリースした6枚目のオリジナルアルバムである。

## 解説
前作『JOLLY JIVE』から半年ぶりとなるオリジナルアルバムで、オリコンチャートにてトップ10にランクインしたアルバムである。

## 収録曲

### A面
| 全作曲・編曲: 高中正義。 |                      |           |            |                |      |
| #                        | タイトル             | 作詞      | 作曲・編曲 | ホーンアレンジ | 時間 |
| 1.                       | 「EARLY BIRD」       |           | 高中正義   | 中村哲         | 4:53 |
| 2.                       | 「WILD MOW-MOW」     |           | 高中正義   |                | 3:36 |
| 3.                       | 「MAMBO No.6」       |           | 高中正義   | 中村哲         | 4:11 |
| 4.                       | 「CRYSTAL MEMORIES」 |           | 高中正義   |                | 6:01 |
| 合計時間:                | 合計時間:            | 合計時間: | 18:41      |                |      |

### B面
| 全編曲: 高中正義。 |                     |              |           |       |
| #                  | タイトル            | 作詞         | 作曲      | 時間  |
| 1.                 | 「MY SECRET BEACH」 | すずきしゅう | 高中正義  | 3:57  |
| 2.                 | 「空ド白ソ」        |              | 高中正義  | 5:24  |
| 3.                 | 「PALM STREET」     |              | MIMI      | 3:57  |
| 4.                 | 「Le Premier Mars」 |              | 高中正義  | 5:28  |
| 合計時間:          | 合計時間:           | 合計時間:    | 合計時間: | 18:46 |

## 楽曲解説

### A面
1. EARLY BIRD
  - シングル「MY SECRET BEACH」のB面曲。
2. WILD MOW-MOW
3. MAMBO No.6
4. CRYSTAL MEMORIES

### B面
1. MY SECRET BEACH
  - 1980年6月21日にシングルカットされた。
  - マツダ『ファミリア』CMソング
2. 空ド白ソ
  - フジテレビ系ドラマ『北の国から』第18話挿入曲
  - Le Premier Marsと共にNHK「600こちら情報部」のイラスト紹介コーナーのバックで使用されていた。
  - 読みは「そらどしらそ」でメロディの音符の並びそのまま。
3. PALM STREET
  - 作曲はキーボーディストの小林泉美[注釈 1]が担当した。
4. Le Premier Mars
  - フランス語で「3月1日」の意味。ローマ歴での一年の始まり。

## 参加ミュージシャン
| EARLY BIRD - Drums：井上茂 - Bass：田中章弘 - Keyboard：石川清澄 - Latin Percussion：菅原裕紀 - Horn - 中村哲 - 武田和三 - 荒木敏男 - 向井滋春 - 沢井原兒 - 砂原俊三 WILD MOW-MOW - Drums：上原ユカリ - Bass：田中章弘 - Keyboard：小林"MIMI"泉美 - Latin Percussion：菅原裕紀 MAMBO No.6 - Drums：井上茂 - Bass：田中章弘 - Keyboard：石川清澄 - Latin Percussion：菅原裕紀 - Horn - 中村哲 - 武田和三 - 荒木敏男 - 向井滋春 - 沢井原兒 - 砂原俊三 CRYSTAL MEMORIES - Drums：井上茂 - Bass：高橋ゲタ夫 - Keyboard：小林"MIMI"泉美 - Hammond：石川清澄 | MY SECRET BEACH - Drums：井上茂 - Bass：田中章弘 - Keyboards：小林"MIMI"泉美, 石川清澄 - Latin Percussion：菅原裕紀 - Chorus：Emiko Arai 空ド白ソ - Drums：宮崎まさひろ - Bass：田中章弘 - Keyboards：石川清澄 - Latin Percussion：菅原裕紀 - Tenor Sax：中村哲 PALM STREET - Drums：井上茂 - Bass：高橋ゲタ夫 - Keyboard：小林"MIMI"泉美 - Latin Percussion：菅原裕紀 - Strings：KATO GROUP Le Premier Mars - Drums：上原ユカリ - Bass：田中章弘 - Keyboard：小林"MIMI"泉美 - Latin Percussion：菅原裕紀 - Strings：KATO GROUP |